# Harmony Kendall
Harmony Kendall är en rollfigur i TV-serierna Buffy och vampyrerna och Angel. Hon är under de första säsongerna av Buffy och vampyrerna en av "Cordetterna", det vill säga Cordelias gäng. Harmony är definitivt inte den smartare i sällskapet och är också otrevlig mot de så kallade nördarna på skolan.
I slutet av säsong tre, avsnitt Graduation day, blir Harmony biten och senare förvandlad till vampyr.
Hon inleder ett förhållande med vampyren Spike och de börjar att jaga och döda tillsammans. Efter ett tag tröttnar de på varandra och gör därför slut. Hon skaffar sig med tiden ett eget vampyrgäng (säsong fem), men hennes "lakejer" vänder sig snart mot henne eftersom hon alltid skall bestämma. Det hela slutar med att Buffy dödar alla utom Harmony. Efter det flyttar Harmony än en gång in till Spikes krypta eftersom hon tror att Buffy är efter henne (vilket hon inte är).
Harmony dyker också upp i spinoff-serien Angels avsnitt Disharmony under säsong 2 och i säsong 5 arbetar hon tillsammans med Angel Investigations på Wolfram & Hart som receptionist.